# 施奈辛根

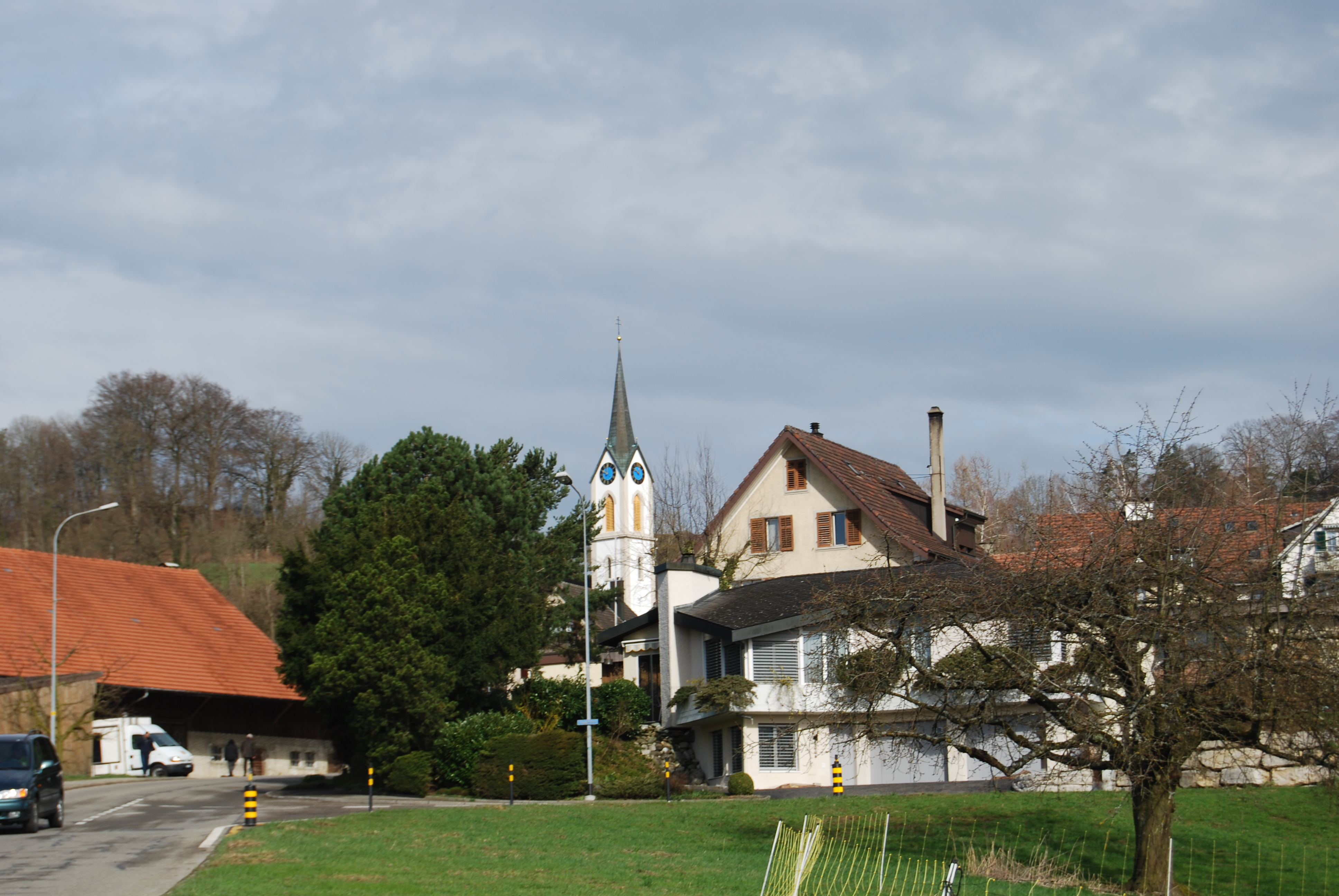

施奈辛根是瑞士的城鎮，位於該國北部，由阿爾高州負責管轄，面積8.25平方公里，海拔高度493米，2012年人口1,342，六成人口信奉羅馬天主教，人口密度每平方公里163人。